# آق بوريا
آق بوريا هي بلدة في مقاطعة آساكا في ولاية أنديجان في أوزبكستان.